# Hegèloc de Macedònia
Hegèloc (en llatí Hegelochus, en grec antic Ἡγέλοχος) fou un oficial d'Alexandre el Gran, fill d'Hipostrat.
A la batalla del Grànic el 334 aC va dirigir un cos de cavalleria enviat a vigilar els moviments dels perses. El 333 aC va ser nomenat comandant de la flota a l'Hel·lespont juntament amb Amfòters i se li va encarregar expulsar els perses de les illes gregues de la mar Egea cosa que va aconseguir fàcilment amb el suport dels habitants grecs de les illes i que va donar per acabada el 331 aC. Ho va comunicar a Alexandre quan aquesta era a Alexandria, durant la fundació d'aquesta ciutat. El mateix any va dirigir les tropes a cavall a la batalla de Gaugamela. El 330 aC Filotes, implicat en la conspiració de Parmeni, sota tortura, va dir que Hegèloc, que havia mor en combat, havia estat un dels instigadors del complot contra Alexandre, segons diuen Flavi Arrià, Plutarc i Diodor de Sicília.